# Spilosoma intermedia
Spilosoma intermedia är en fjärilsart som beskrevs av Standfuss 1896. Spilosoma intermedia ingår i släktet Spilosoma och familjen björnspinnare. Inga underarter finns listade i Catalogue of Life.